# Renato Freyggang
Renato Freyggang es un músico multinstrumentista chileno, que fue miembro de las agrupaciones Barroco Andino e Inti-Illimani.

## Biografía

### Inti-Illimani
Se incorporó a la banda en reemplazo de Jorge Ball en 1984. Estuvo en ella hasta 1995, y su participación significó para Inti-Illimani la incorporación del saxo en su música, así como la internalización de la percusión afro-caribeña.